# Hypsugo vordermanni
Hypsugo vordermanni é uma espécie de morcego da família Vespertilionidae. Pode ser encontrada na Malásia, Indonésia e Brunei.